# ウィリアム・S・ハート
ウィリアム・サリー・ハート（William Surrey Hart、1864年12月6日 - 1946年6月23日）は、アメリカ合衆国の俳優・脚本家・映画監督・映画プロデューサーである。サイレント映画時代を代表する西部劇スターである。1910年代後半から1920年代前半にかけて安定した人気を保ち、映画ファン雑誌主催の人気コンテストにおいて、男性俳優の中で上位にランクインしていた。

## 若年期
ウィリアム・S・ハートは1864年12月6日にニューヨーク州ニューバーグで生まれた。父ニコラス（1834年頃 - 1895年）はイングランド、母ロザンナ（1839年頃 - 1909年）はアイルランド出身だった。ウィリアムには2人の兄弟（いずれも幼児期に死亡）と4人の姉妹がいた。西部劇俳優のニール・ハートは遠戚に当たる。
1888年、ダニエル・E・バンドマン率いる劇団の一員として舞台に立ち、20代で舞台俳優としてキャリアをスタートさせた。その翌年にニューヨークのローレンス・バレットの劇団に参加し、その後数シーズンをオルタンス・レアの巡業劇団で過ごした。1900年頃にノースカロライナ州アシュビルのオペラハウスで舞台の演出をしたこともある。シェイクスピア俳優としてブロードウェイでマーガレット・マザーらスターたちと共演し、成功を収めた。1899年のブロードウェイでの『ベン・ハー』の初演にも参加している。ハートの家族はアシュビルに移り住んだが、1901年に末妹ロッタが腸チフスで亡くなり、ウィリアムが巡業に出るまで、家族全員でブルックリンに住んでいた。

## 映画界でのキャリア
ハートは西部劇映画の最初の大スターの一人となった。西部開拓時代に魅了されたハートは、ビリー・ザ・キッドが使っていたリボルバーである"six shooters"を入手し、伝説の保安官であるワイアット・アープやバット・マスターソンと親交を深めた。1914年に映画界に入り、2本の短編映画で脇役を演じた後、同年、長編映画"The Bargain"の主役を務めた。ハートはリアルな西部劇映画を作ろうとした。衣装や小道具もリアルで本格的なものを用意し、シェイクスピア劇の舞台で磨かれた演技力を駆使した。
1915年には、「ウェスタンの父」と呼ばれるプロデューサー、トーマス・H・インスの下で全2巻の映画を多数製作したが、それらの人気が出たことから、より長編の映画を製作するようになった。ハートの初期の作品の多くは、それから十数年、タイトルを変えながら映画館で上映され続けた。全米の映画興行主の投票により決定する「ドル箱スター」のランキングであるトップテン・マネーメイキングスターで、ハートは1915年と1916年の2年連続で第1位となり、その後も1921年までトップテンにランクインした。
1917年、ハートはアドルフ・ズコールからのオファーを受けて、ズコールの映画会社フェイマス・プレイヤーズ・ラスキーを合併したばかりのパラマウント・ピクチャーズに移籍した。ハートは映画の中で「フリッツ」(Fritz)と名付けた茶色と白の駁毛の馬に乗るようになった。フリッツは、「ワンダーホース」と呼ばれる、名前のついた西部劇のタレント馬のさきがけとなった。例えば、トム・ミックスの「トニー」、ロイ・ロジャースの「トリガー」、クレイトン・ムーアの「シルバー」などである。1917年、自身の愛国心とアンクル・サムへの忠誠心を示すために、愛馬の名前をフリッツから「よりアメリカ的なもの」に変更すると発表した。また、1917年から1918年にかけて、ウッドロウ・ウィルソン大統領の「フォー・ミニッツ・メン」プログラムに志願し、第一次世界大戦へのアメリカの参戦への支持を呼びかける演説を全米で行った。ハートは長編映画のみを製作するようになり、鬼火ロウドン、"Square Deal Sanderson"や"The Toll Gate"などの作品はファンの間で人気となった。
1919年、"John Petticoats"で、後に妻となる若手女優ウィニフレッド・ウェストーヴァーと共演した。

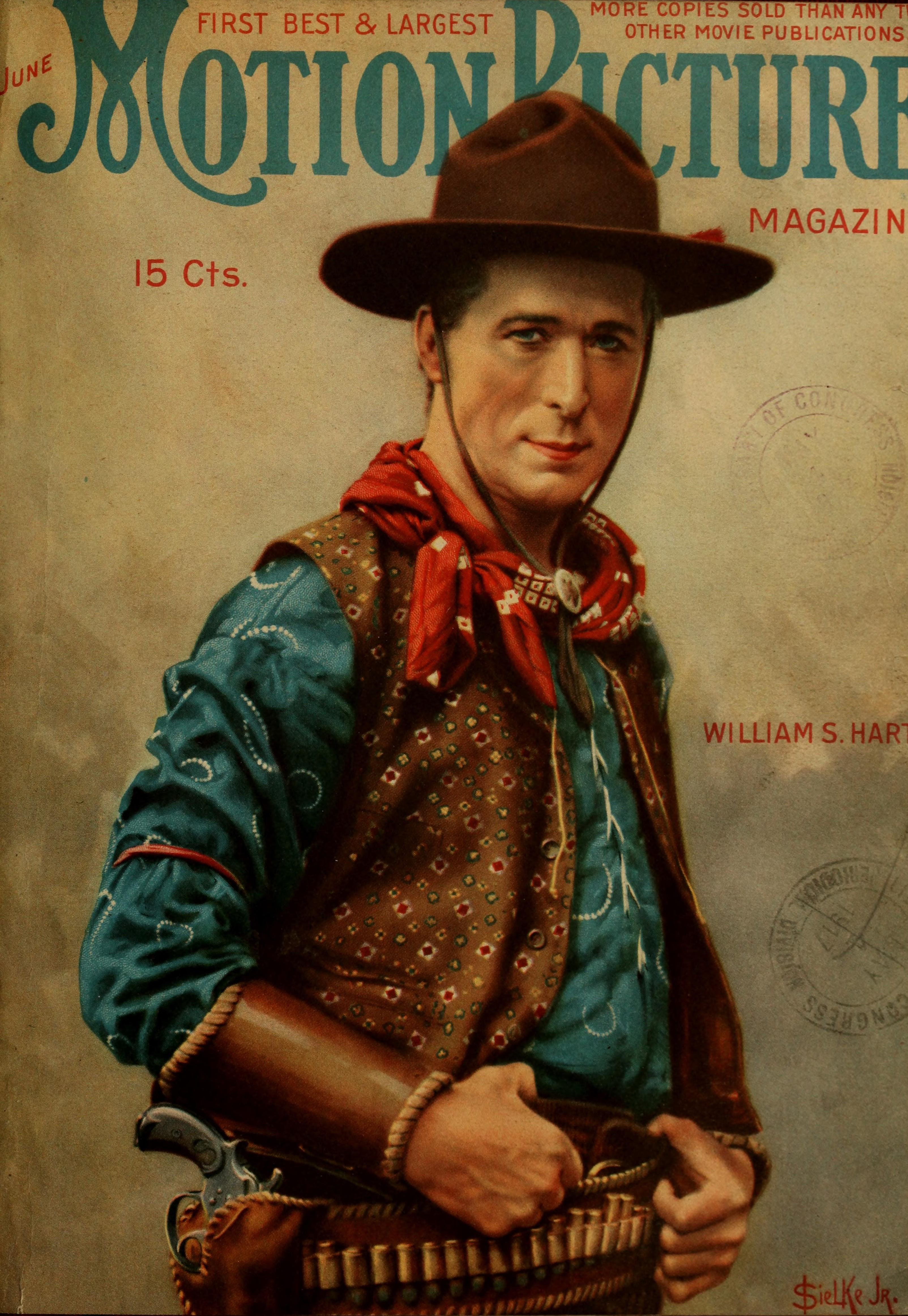
"Motion Picture Magazine"1917年6月号の表紙に描かれたハート

1921年、ハリウッドの喜劇俳優ロスコー・アーバックルが、女優志望のヴァージニア・ラッペを強姦し死に致らしめたとして起訴された。アーバックルの俳優仲間の多くがこの事件についての公的なコメントを避ける中、ハートは、アーバックルと会ったことさえもなかったにもかかわらず、アーバックルが事件に関与したとする発言を繰り返した。アーバックルは、最終的に無罪になったものの、この一件でキャリアを台無しにされた。アーバックルはハートを侮辱する内容の映画の構想を立て、1922年、それを元にバスター・キートンが短編映画"The Frozen North"を製作・監督・主演した。ハートは長年キートンとの会話を拒否した。
ハートの映画は、硬質で無骨で、道徳主義的なテーマを持ち、地味な衣装の西部劇であったが、1920年代初頭にはこのような映画は徐々に流行らなくなっていった。大衆は、トム・ミックスのような派手な衣装とアクションを特徴とする新しいタイプの西部劇を求めるようになった。パラマウントはハートとの契約を解除した。ハートは、自分が求める西部劇映画への最後の挑戦として、1925年に"Tumbleweeds"（邦題『曠野の志士』）を自己資金で製作し、ユナイテッド・アーティスツ(UA)を通じて公開した。壮大な大地を駆け巡るシーンのあるこの映画の出来にハート自身は満足していたが、興行成績は振るわなかった。ハートは、この映画の宣伝をUAがしなかったせいだとして、UAを訴えた。裁判は長引き、1940年にハートに有利な判決が下された。
"Tumbleweeds"を最後にハートは俳優業を引退し、建築家アーサー・ローランド・ケリーが設計したカリフォルニア州サンタクラリタのニューホールの邸宅"La Loma de los Vientos"に住んだ。1939年、"Tumbleweeds"にトーキーのプロローグを追加して再公開された。これがハートが出演した唯一のトーキーであり、ハートの最後の映画出演となった。追加部分は自身が保有する牧場で撮影され、74歳のハートは西部開拓時代を振り返り、サイレント映画の全盛期を回顧した。

## 私生活
ハートは妹のメアリーと生涯一緒に暮らしており、ハートがカリフォルニアに引っ越したときはメアリーも同行した。ハートは自伝"My Life East and West"の中でメアリーのことを「私の常任のアドバイザー」と呼び、ファンレターの整理をしてくれたと書いている。メアリーは、ハートが執筆した"Pinto Ben and Other Stories"（1919年）と"And All Points West"（1940年）の共著者となっている。
ウィニフレッド・ウェストーヴァーとは、"John Petticoats"で共演した後、ウィニフレッドが仕事のためにニューヨークに来た時には、ハートは必ず会いに来て、ディナーやショーに付き添った。ウィニフレッドは映画プロデューサーのルイス・J・セルズニックと5年間の契約を結ぼうとしていたが、ハートは電報で、これから送る手紙が届くまでサインはするなと伝えた。後に送られてきた手紙には、プロポーズの言葉が書かれていた。ウィニフレッドは電報で承諾を伝えた。

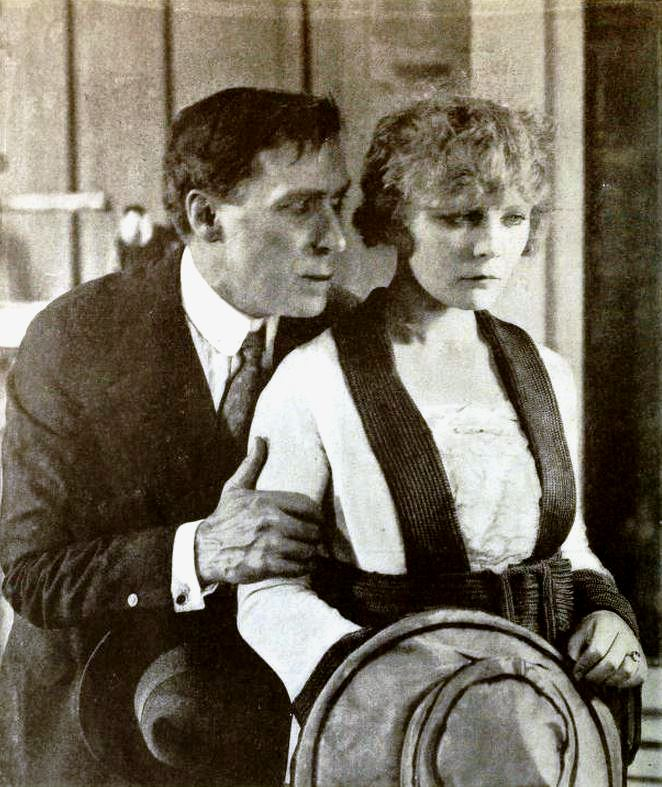
"John Petticoats"で共演するハートとウィニフレッド・ウェストーヴァー

1921年12月7日、ハートはロサンゼルスでウィニフレッドと結婚した。ハートは57歳、ウィニフレッドは22歳だった。結婚式に参列したのは、ハートの妹メアリーとウィニフレッドの母、そしてハートの弁護士だけだった。この日、ウィニフレッドは女優業を引退するという同意書にサインした。
ウィニフレッドはハートの家での生活を始めたが、その家にはメアリーも同居していた。結婚の6か月後、ハートは妊娠中の妻に家を出るように言い、ウィニフレッドはサンタモニカの実母の家で暮らすようになった。後の離婚のための審問でウィニフレッドは、別居の原因はハートの妹であり、ハートは自分たちの寝室と妹の部屋の間のドアは開けておくように主張していたと証言した。
1922年9月22日、ウィニフレッドはハートとの間の息子、ウィリアム・S・ハート・ジュニアを生んだ。ウィニフレッドはハートとの離婚を申し立て、1927年2月11日に認められた。ウィニフレッドは、女優業には復帰せず、映画には出ないという条件で、ハートから慰謝料10万ドルを受け取った。この慰謝料は信託基金とされ、息子ウィリアム・ジュニアの扶養と教育のために使われた。
ウィリアム・ジュニアはウィニフレッドのもとで暮らし、ハートに会うことはほとんどなかった。しかし、ハートの妹メアリーが1943年に亡くなったとき、報道によれば葬儀の場でハートは息子の腕に寄りかかっていたという。

## 死去
ハートは1946年6月23日にニューホールで死去した。81歳だった。遺体はニューヨーク市ブルックリンのグリーンウッド墓地に埋葬された。遺言により、財産は息子に相続されなかった。

## 遺産
映画界への貢献を称えて、ハリウッド・ウォーク・オブ・フェームのハリウッド・ブールバール6363番地にハートの星が設置された。グローマンズ・チャイニーズ・シアターの前庭「フォーコート・オブ・ザ・スターズ」には、ハートの手形・足形および愛用のリボルバーの形を刻んだセメントタイルが埋め込まれている。死後の1975年、オクラホマ州オクラホマシティの全米カウボーイ・ウェスタン遺産博物館は、ウェスタン・パフォーマーの殿堂へのハートの殿堂入りを発表した。
サンタクラリタには、ハートの名を冠した高校（ウィリアム・S・ハート高等学校）や野球場がある。
ハートの依頼により製作された自身の銅像"Range Rider of the Yellowstone"がモンタナ州ビリングスのリムロックスに設置され、1927年にハートはこの像をビリングス市に寄贈した

### 邸宅

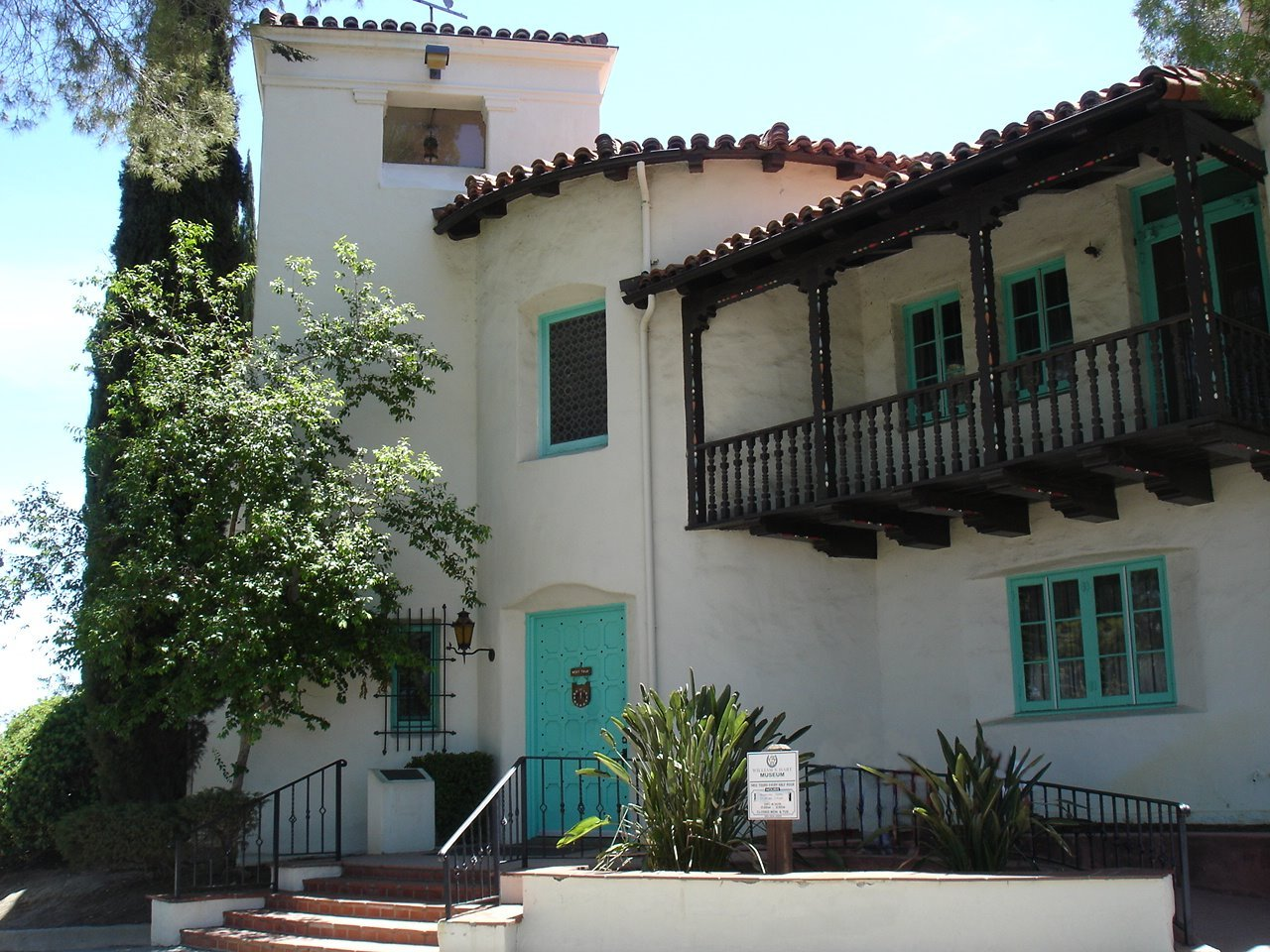
ホールの邸宅（現ウィリアム・S・ハート博物館）。1924年から1928年にかけて建設された。

ホールが死去したときに住んでいた邸宅と約100ヘクタールの敷地は、遺言によりロサンゼルス郡に寄贈され、現在は「ウィリアム・S・ハート地域公園」となっている。
ニューホールにあるホールのかつての自宅は、ロサンゼルス郡自然史博物館の分館の「ハート・S・ウィリアム博物館」とされ、無料で一般公開されている。この邸宅はスパニッシュ・コロニアル・リヴァイヴァル建築で、内部にはネイティブアメリカンの工芸品や、チャールズ・マリオン・ラッセル、ジェームズ・モンゴメリー・フラッグ、ジョー・デ・ヤングの作品など、ハートが保有していた多くの物品が展示されている。自宅を博物館にしたのは、「私が映画を作っていた時、人々は私に5セント、10セント、25セントを支払ってくれた。私が死んだ後は、私の家を彼らのものにしてほしい」というハートの遺言によるものである。公園内には遊歩道、動物園、ピクニックエリアなどが設けられているほか、この地域の様々な歴史的建造物が移築されている。
2015年から、この公園でサンタクラリタ・カウボーイ・フェスティバルが開催されている。

## 著書

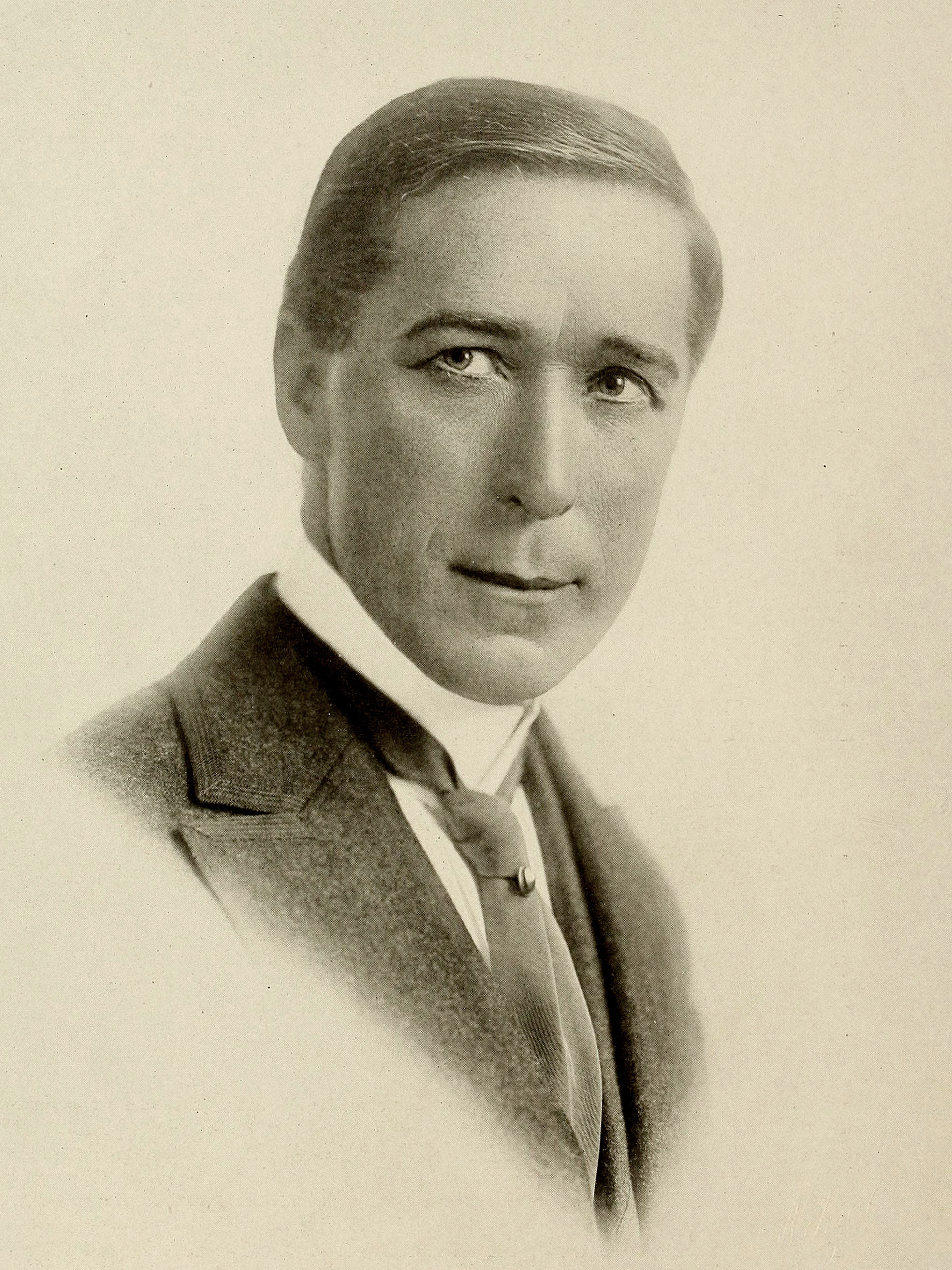
"The Photo-Play Journal" 1916年6月号に掲載されたハートの肖像画

ハートは映画製作から引退した後、以下の短編小説や単行本を執筆した。
- Pinto Ben and Other Stories（メアリー・ハートとの共著）, 1919, Britton Publishing Company
- The Golden West Boys, Injun and Whitey, 1920, Grosset & Dunlap
- Injun and Whitey Strike Out for Themselves, 1921, Grosset & Dunlap
- Injun and Whitey to the Rescue, 1922, Grosset & Dunlap
- Told Under a White Oak Tree (credited as by "Bill Hart's Pinto Pony"), 1922, Houghton Mifflin Co.
- A Lighter of Flames, 1923, Thomas Y. Crowell
- The Order of Chanta Sutas, 1925, unknown publisher
- My Life East and West, 1929, Houghton Mifflin Co.
- Hoofbeats, 1933, Dial Press
- Law on Horseback and Other Stories, 1935, self-published
- And All Points West（メアリー・ハートとの共著）, 1940, Lacotah Press

## フィルモグラフィ
| 公開日         | タイトル                                                              | 役名                                            | クレジット | クレジット | クレジット | 脚注                                                                              | 出典   |
| 公開日         | タイトル                                                              | 役名                                            | 監督       | 脚本       | 製作       | 脚注                                                                              | 出典   |
| -------------- | --------------------------------------------------------------------- | ----------------------------------------------- | ---------- | ---------- | ---------- | --------------------------------------------------------------------------------- | ------ |
| 1914年7月2日   | His Hour of Manhood                                                   | Pete Larson                                     |            |            |            | 全2巻 保存状態不明                                                                | [ 27 ] |
| 1914年7月23日  | Jim Cameron's Wife                                                    | Andy Stiles                                     |            |            |            | 全2巻 保存状態不明                                                                | [ 28 ] |
| 1914年12月3日  | The Bargain                                                           | Jim Stokes                                      |            |            |            | 2010年にアメリカ国立フィルム登録簿に登録                                          | [ 29 ] |
| 1914年12月23日 | The Passing of Two-Gun Hicks                                          | Two-Gun Hicks                                   | Yes        |            |            | 全2巻 保存状態不明                                                                | [ 30 ] |
| 1914年12月25日 | In the Sagebrush Country                                              | Jim Brandon                                     | Yes        |            |            | 全2巻                                                                             | [ 31 ] |
| 1915年1月6日   | The Scourge of the Desert                                             | Bill Evers                                      | Yes        |            |            | 全2巻 保存状態不明                                                                | [ 32 ] |
| 1915年2月19日  | Mr. "Silent" Haskins                                                  | Lon Haskins                                     | Yes        |            |            | 全2巻                                                                             | [ 33 ] |
| 1915年2月25日  | The Grudge                                                            | Rio Ed                                          | Yes        |            |            | 全2巻 保存状態不明                                                                | [ 34 ] |
| 1915年2月26日  | The Sheriff's Streak of Yellow                                        | Sheriff Hale                                    | Yes        |            |            | 全2巻 保存状態不明                                                                | [ 35 ] |
| 1915年4月9日   | The Roughneck                                                         | Dave Page                                       | Yes        |            |            | 全2巻                                                                             | [ 36 ] |
| 1915年4月15日  | On the Night Stage                                                    | "Silent Texas" Smith                            |            |            |            |                                                                                   | [ 37 ] |
| 1915年4月16日  | The Taking of Luke McVane                                             | Luke McVane                                     | Yes        |            |            | 全2巻                                                                             | [ 38 ] |
| 1915年5月6日   | The Man from Nowhere                                                  | Buck Varley - the Man from Nowhere              | Yes        |            |            | 全2巻                                                                             | [ 39 ] |
| 1915年5月21日  | Bad Buck of Santa Ynez                                                | Bad Buck Peters                                 | Yes        |            |            | 全2巻                                                                             | [ 40 ] |
| 1915年5月31日  | アラスカの地獄犬 The Darkening Trail                                  | Yukon Ed                                        | Yes        |            |            |                                                                                   | [ 41 ] |
| 1915年6月2日   | The Conversion of Frosty Blake                                        | Frosty Blake                                    | Yes        |            |            | 全2巻                                                                             | [ 42 ] |
| 1915年7月7日   | Tools of Providence                                                   | Steve Blake                                     | Yes        |            |            | 全2巻                                                                             | [ 43 ] |
| 1915年7月14日  | The Ruse                                                              | "Bat" Peters                                    | Yes        |            |            | 全2巻                                                                             | [ 44 ] |
| 1915年7月21日  | Cash Parrish's Pal                                                    | Cash Parrish                                    | Yes        |            |            | 全2巻                                                                             | [ 45 ] |
| 1915年8月20日  | Knight of the Trail                                                   | Jim Treen                                       | Yes        |            |            | 全2巻                                                                             | [ 46 ] |
| 1915年8月25日  | Pinto Ben                                                             | Boss Rider                                      | Yes        | Yes        |            | 全2巻                                                                             | [ 47 ] |
| 1915年8月27日  | Keno Bates, Liar                                                      | Keno Bates                                      | Yes        |            |            | 全2巻                                                                             | [ 48 ] |
| 1915年11月21日 | The Disciple                                                          | Jim Houston                                     | Yes        |            |            |                                                                                   | [ 49 ] |
| 1916年1月2日   | これが真の男だ Between Men                                            | Bob White                                       | Yes        |            |            |                                                                                   | [ 50 ] |
| 1916年2月3日   | Hell's Hinges                                                         | Blaze Tracy                                     | Yes        |            |            | 1994年にアメリカ国立フィルム登録簿に登録                                          | [ 51 ] |
| 1916年4月9日   | The Aryan                                                             | Steve Denton                                    | Yes        |            |            |                                                                                   | [ 52 ] |
| 1916年5月21日  | The Primal Lure                                                       | Angus McConnell                                 | Yes        |            |            | 喪失                                                                              | [ 53 ] |
| 1916年6月25日  | The Apostle of Vengeance                                              | David Hudson                                    |            |            |            | 喪失                                                                              | [ 54 ] |
| 1916年7月23日  | The Captive God                                                       | Chiapa                                          |            |            |            |                                                                                   | [ 55 ] |
| 1916年9月3日   | The Patriot                                                           | Bob Wiley                                       | Yes        |            |            | 喪失                                                                              | [ 56 ] |
| 1916年9月24日  | The Dawn Maker                                                        | Joe Elk                                         | Yes        |            |            | 喪失                                                                              | [ 57 ] |
| 1916年10月15日 | The Return of Draw Egan                                               | Draw Egan aka William Blake                     | Yes        |            |            |                                                                                   | [ 58 ] |
| 1916年11月26日 | The Devil's Double                                                    | "Bowie" Blake                                   | Yes        |            |            | 喪失                                                                              | [ 59 ] |
| 1917年1月7日   | Truthful Tulliver                                                     | Truthful Tulliver                               | Yes        |            |            |                                                                                   | [ 60 ] |
| 1917年2月11日  | The Gunfighter                                                        | Cliff Hudspeth                                  | Yes        |            |            |                                                                                   | [ 61 ] |
| 1917年3月25日  | The Desert Man                                                        | Jim Alton                                       | Yes        |            |            |                                                                                   | [ 62 ] |
| 1917年4月22日  | The Square Deal Man                                                   | Jack O'Diamonds                                 | Yes        |            |            |                                                                                   | [ 63 ] |
| 1917年5月27日  | Wolf Lowry                                                            | Tom "Wolf" Lowery                               | Yes        |            |            |                                                                                   | [ 64 ] |
| 1917年11月17日 | The Cold Deck                                                         | Jefferson "On-the-Level" Leigh                  | Yes        |            |            |                                                                                   | [ 65 ] |
| 1917年10月     | All-Star Production of Patriotic Episodes for the Second Liberty Loan | 本人役                                          |            |            |            | ½巻                                                                               | [ 66 ] |
| 1917年11月26日 | 沈黙の人 The Silent Man                                               | "Silent" Budd Marr                              | Yes        |            |            |                                                                                   | [ 67 ] |
| 1917年12月30日 | 狭き路 The Narrow Trail                                               | Ice Harding                                     |            | Yes        | Yes        |                                                                                   | [ 68 ] |
| 1918年1月14日  | 鉄路の娘 Wolves of the Rail                                           | "Buck" Andrade                                  | Yes        | Yes        | Yes        |                                                                                   | [ 69 ] |
| 1918年2月18日  | 鬼火ロウドン 'Blue Blazes' Rawden                                     | Blue Blazes Rawden                              | Yes        |            | Yes        |                                                                                   | [ 70 ] |
| 1918年4月1日   | The Tiger Man                                                         | Hawk Parsons                                    | Yes        |            | Yes        |                                                                                   | [ 71 ] |
| 1918年5月20日  | 我利我利イェーツ Selfish Yates                                        | "Selfish" Yates                                 | Yes        |            | Yes        |                                                                                   | [ 72 ] |
| 1918年7月8日   | Shark Monroe                                                          | Shark Monroe                                    | Yes        |            | Yes        |                                                                                   | [ 73 ] |
| 1918年8月19日  | リッドル・ゴウン Riddle Gawne                                         | Jefferson "Riddle" Gawne                        | Yes        |            | Yes        | 全5巻中2巻が現存 共演: ロン・チェイニー                                           | [ 74 ] |
| 1918年9月      | A Bullet for Berlin                                                   | 本人役                                          | Yes        | Yes        | Yes        | ½巻                                                                               | [ 75 ] |
| 1918年9月10日  | 沖天の意気 The Border Wireless                                        | Steve Ransom                                    | Yes        |            | Yes        | 喪失                                                                              | [ 76 ] |
| 1918年12月15日 | 都の汚辱 Branding Broadway                                            | Robert Sands                                    | Yes        |            | Yes        |                                                                                   | [ 77 ] |
| 1919年2月2日   | 人道の為に Breed of Men                                               | Careless Carmody                                |            |            | Yes        |                                                                                   | [ 78 ] |
| 1919年3月16日  | 唱女の夫 The Poppy Girl's Husband                                     | Hairpin Harry Dutton                            | Yes        |            | Yes        | 喪失                                                                              | [ 79 ] |
| 1919年4月20日  | 大金を護りて The Money Corral                                         | Lem Beason                                      |            | Yes        | Yes        |                                                                                   | [ 80 ] |
| 1919年7月15日  | Square Deal Sanderson                                                 | Square Deal Sanderson                           | Yes        |            | Yes        | 共同監督: ランバート・ヒルヤー                                                    | [ 81 ] |
| 1919年7月21日  | 開拓者 Wagon Tracks                                                   | Buckskin Hamilton                               |            |            | Yes        | 監督: ランバート・ヒルヤー                                                        | [ 82 ] |
| 1919年11月2日  | ジョン・ペティコーツ John Petticoats                                  | "Hardwood" John Haynes                          |            |            | Yes        | 監督: ランバート・ヒルヤー                                                        | [ 83 ] |
| 1920年4月28日  | 人生の関所 The Toll Gate                                              | Black Deering                                   |            | Yes        | Yes        | 監督: ランバート・ヒルヤー                                                        | [ 84 ] |
| 1920年6月27日  | 侠漢と悍馬 Sand!                                                      | Dan Kurrie                                      |            |            | Yes        | 監督: ランバート・ヒルヤー                                                        | [ 85 ] |
| 1920年10月17日 | 燃え立つ義勇 The Cradle of Courage                                    | "Square" Kelly                                  |            |            | Yes        | 監督: ランバート・ヒルヤー                                                        | [ 86 ] |
| 1920年12月26日 | 試練台 The Testing Block                                              | "Sierra" Bill                                   |            | Yes        | Yes        | 監督: ランバート・ヒルヤー                                                        | [ 87 ] |
| 1921年12月20日 | 乗馬警官隊のオマレイ O'Malley of the Mounted                          | Sergeant O'Malley                               |            | Yes        | Yes        | 監督: ランバート・ヒルヤー 1936年にジョージ・オブライエン主演でリメイク           | [ 88 ] |
| 1921年3月27日  | 断腸の笛 The Whistle                                                  | Robert Evans                                    |            |            | Yes        | 監督: ランバート・ヒルヤー                                                        | [ 89 ] |
| 1921年10月16日 | 寡言の男 Three Word Brand                                             | Ben Trego / Three Word Brand / Governor Marsden |            |            | Yes        | 監督: ランバート・ヒルヤー                                                        | [ 90 ] |
| 1921年12月18日 | White Oak                                                             | Oak Miller - A Gambling Man                     |            | Yes        | Yes        | 監督: ランバート・ヒルヤー                                                        | [ 91 ] |
| 1922年3月11日  | Travelin' On                                                          | J.B.                                            |            | Yes        | Yes        | 監督: ランバート・ヒルヤー                                                        | [ 92 ] |
| 1923年8月19日  | Hollywood                                                             | 本人役 （カメオ出演）                           |            |            |            | 喪失 監督: ジェームズ・クルーズ                                                   | [ 93 ] |
| 1923年12月2日  | 2挺拳銃 Wild Bill Hickok                                              | Wild Bill Hickok                                |            | Yes        |            | 監督: クリフォード・スミス                                                        | [ 94 ] |
| 1924年3月2日   | 唄う超人 Singer Jim McKee                                             | "Singer" Jim McKee                              |            | Yes        | Yes        | 監督: クリフォード・スミス                                                        | [ 95 ] |
| 1925年12月27日 | 曠野の志士 Tumbleweeds                                                | Don Carver                                      |            |            | Yes        | 監督: キング・バゴット 1939年に、ハートによるトーキーのプロローグを追加して再公開 | [ 96 ] |
| 1928年11月11日 | 活動役者 Show People                                                  | 本人役 （カメオ出演）                           |            |            |            | 監督: キング・ヴィダー 2003年にアメリカ国立フィルム登録簿に登録                   | [ 97 ] |

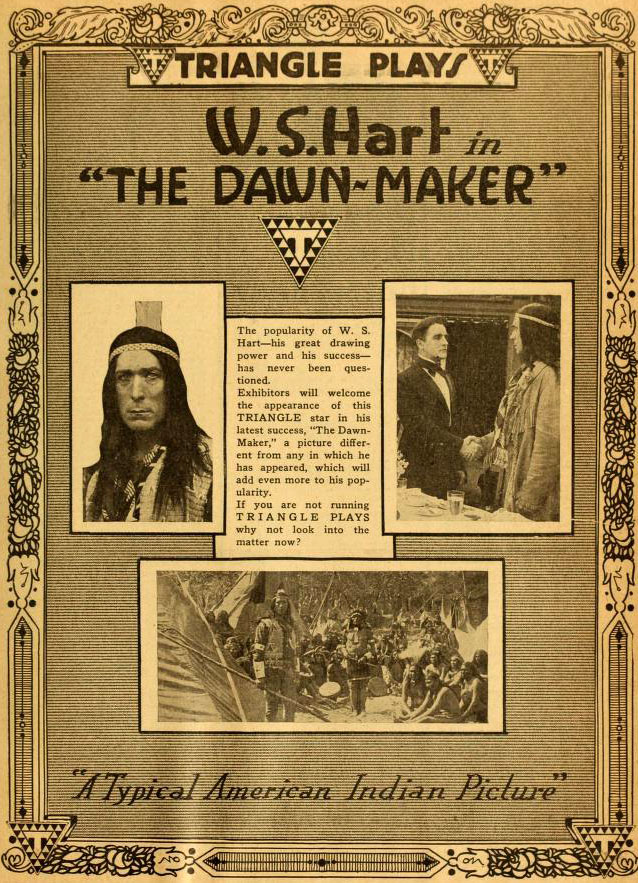
The Dawn Maker (1916)
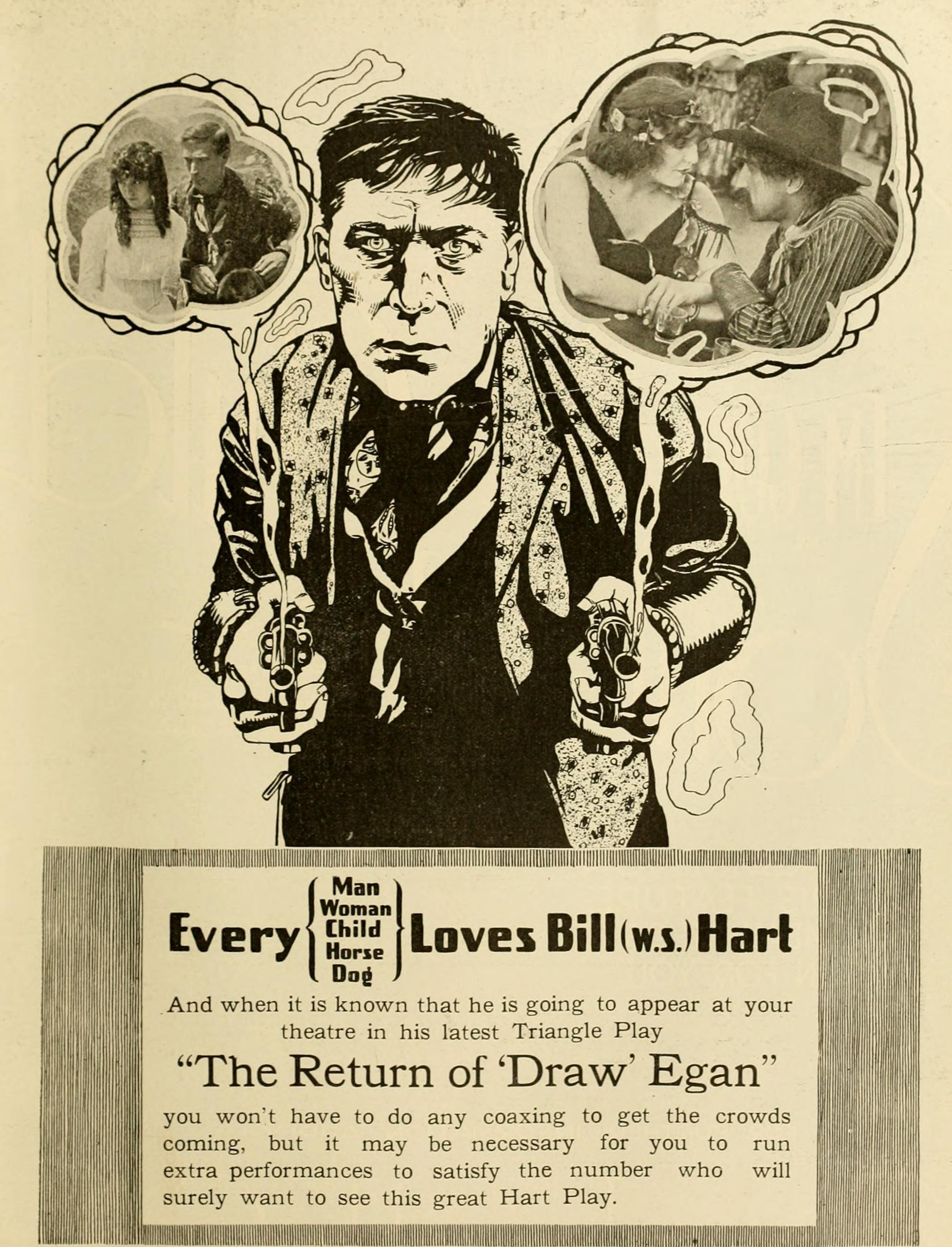
The Return of Draw Egan (1916)
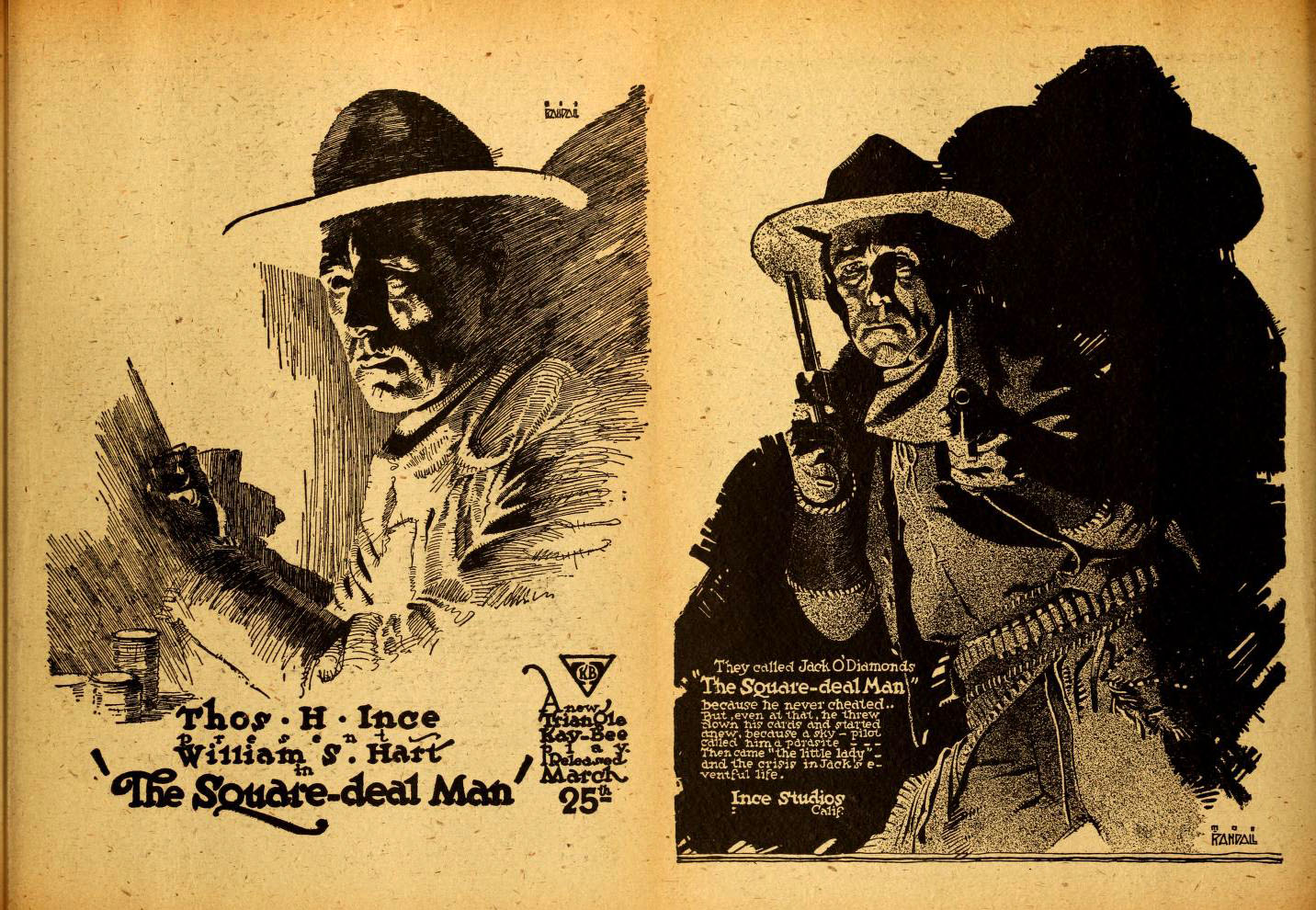
The Square Deal Man (1917)
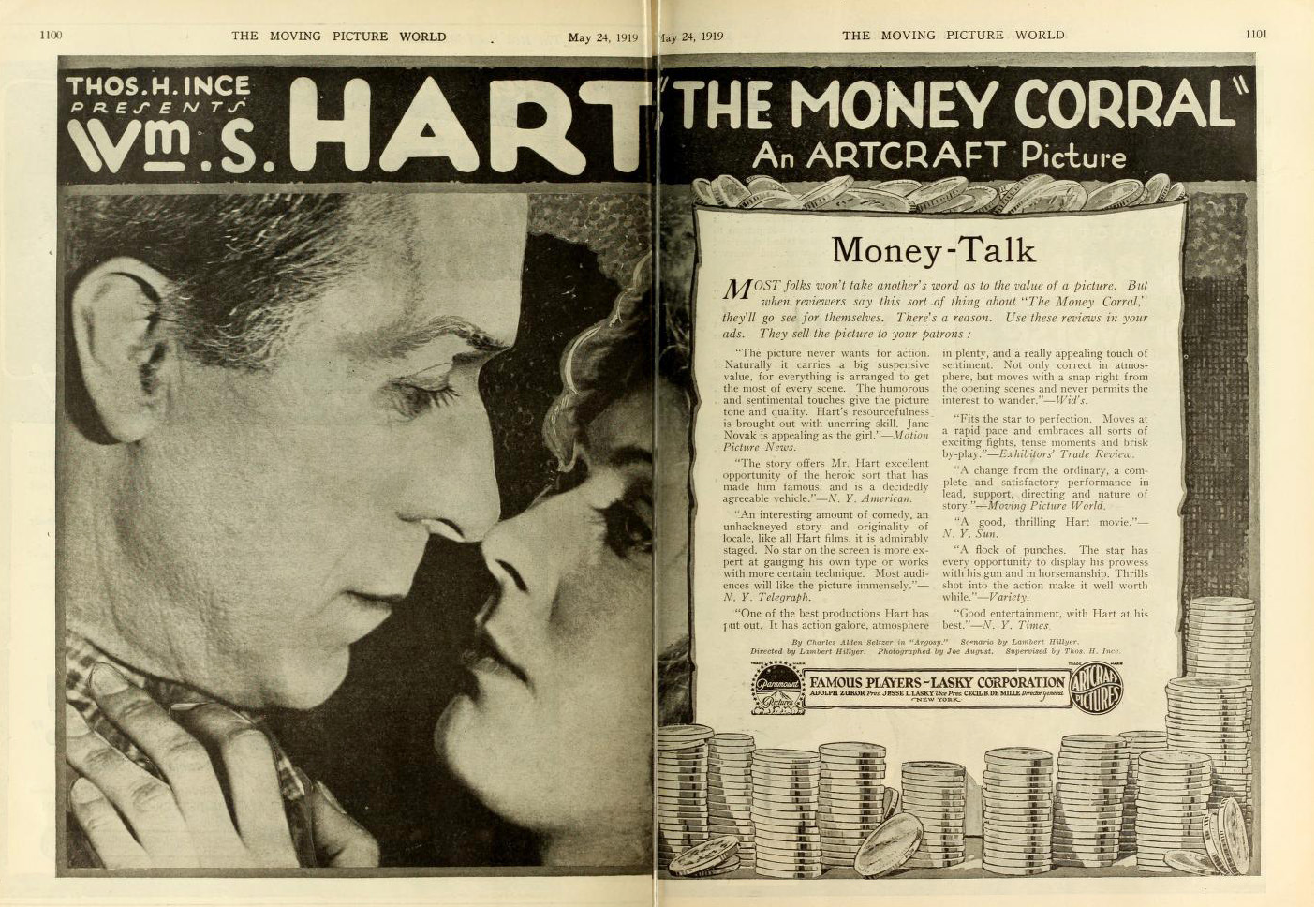
The Money Corral (1919)
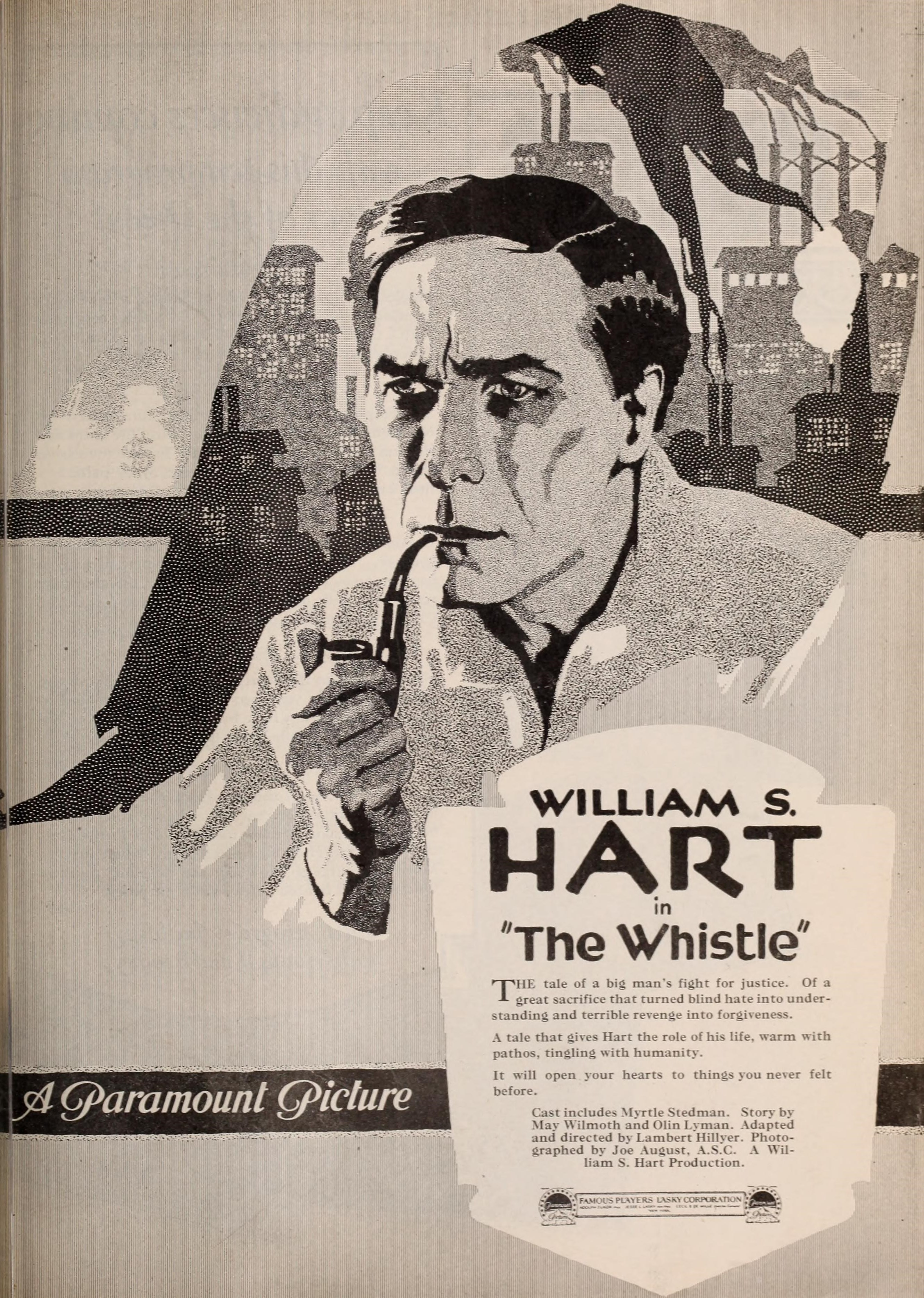
The Whistle (1921)
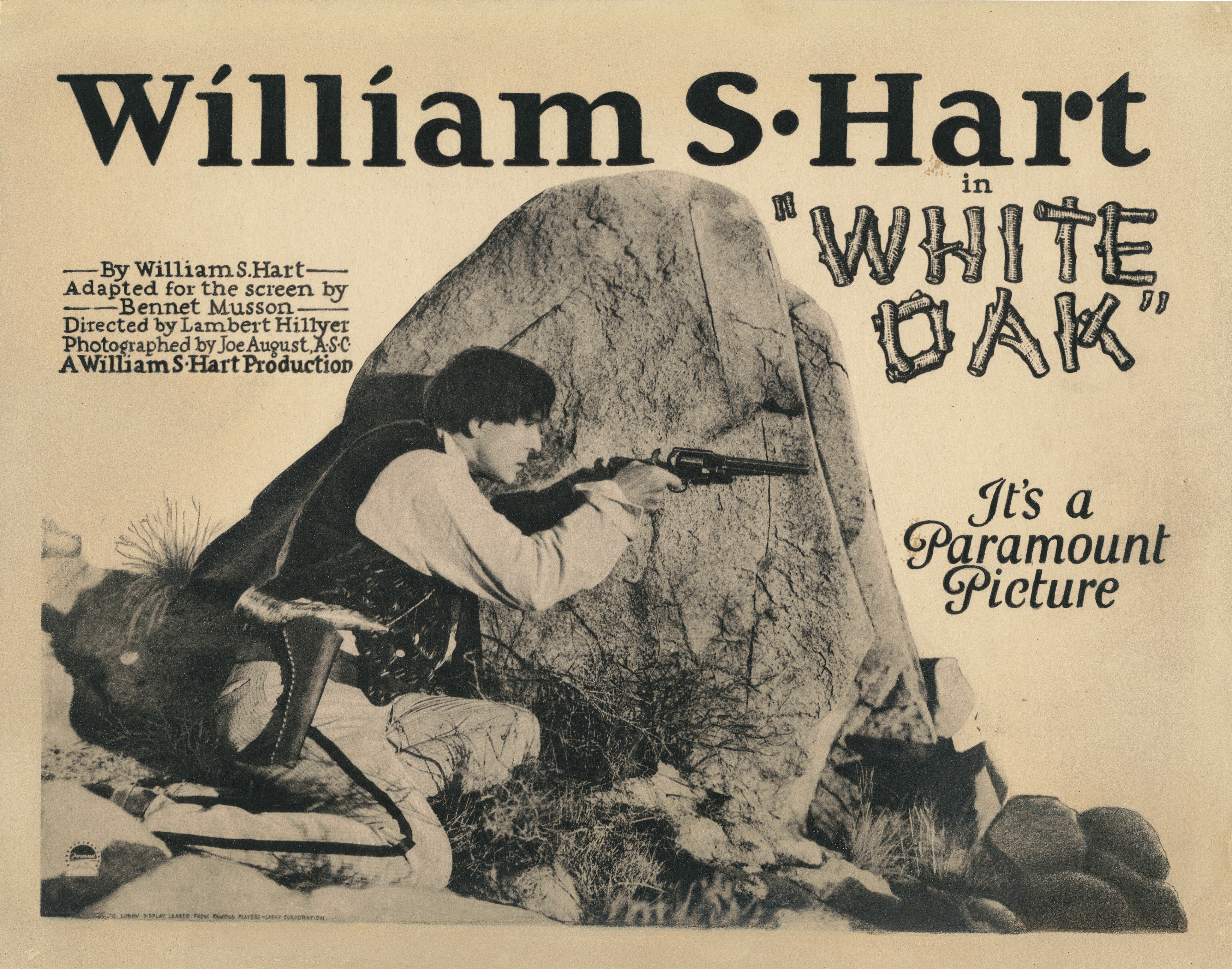
White Oak (1921)